# Glacier du Tacul
Le glacier du Tacul est un glacier du massif du Mont-Blanc. Il provient de la confluence entre le glacier du Géant et le glacier des Périades. Vers 2 100 mètres d'altitude, il conflue avec le glacier de Leschaux pour former la Mer de Glace.
Une partie de l'itinéraire de la Vallée Blanche passe par le glacier du Tacul dans toute sa longueur.